# Brachymenium systylium
Brachymenium systylium är en bladmossart som beskrevs av Georg Friedrich von Jaeger 1875. Brachymenium systylium ingår i släktet Brachymenium och familjen Bryaceae. Inga underarter finns listade i Catalogue of Life.